# 喬許·歐內斯特
約書亞·萊恩·亨利·「喬許」·歐內斯特（英語：Joshua Ryan Henry "Josh" Earnest；1975年1月22日—）是第29任白宮新聞秘書。2014年5月30日，歐巴馬宣布歐內斯特將替代傑伊·卡尼擔任白宮新聞秘書。

## 早年
歐內斯特出生在密蘇里州堪薩斯城，高中時期他以全額獎學金就讀於私立學校，當時他同時從事棒球和籃球運動。1997年他自萊斯大學畢業，取得政治科學、政策研究雙學位。

## 職業生涯
1997年，他參與了李·布朗在休士頓的市長競選團隊，之後他也曾在麥克·彭博第一次競選紐約市長時為其助選。2002至03年期間，他則是在馬里安·貝里的國會辦公室擔任助理職。
離開國會之後，他在民主黨全國委員會擔任媒體溝通中心主任一職有四年之久，期間參與了佛州州長選戰，也接觸了黨內總統初選。2007年，他被歐巴馬延攬加入自己的初選團隊，主導了包括南卡、德州和賓州在內等數場重要的初選勝利，幫助歐巴馬取得黨的提名權。在正式大選中，他的頭銜是媒體中心副主任。歐巴馬當選之後，他並擔任總統就職典禮籌備委員會的媒體中心主任職。
他是歐巴馬就職第一天就隨同上任的「老班底」，起初的頭銜先是副新聞秘書，然後升任為首席副新聞秘書，偶而會代為主持白宮例行的新聞發佈會。2014年5月30日，歐巴馬宣布歐內斯特將接替傑伊·卡尼的離缺，擔任白宮新聞秘書。
在2015年4月的一次媒體民調中，歐內斯特被將近七十位記者票選為歐巴馬政府中最得力的媒體交流官員，擔任白宮新聞秘書一職的表現更勝他的兩位前輩。2017年1月17日，他主持了任內最後一次的新聞發布會。

## 個人
他的父親唐納是一位運動教練，母親傑妮則是一位心理學者。
歐內斯特本人在2012年8月結婚，他的太太娜塔莉是一位猶太教徒，所以他們所舉行的婚禮儀式也是跨信仰的。夫妻目前育有一子一女。

## 外部連結
- 官方网站
- Josh Earnest的X（前Twitter）
- Press Secretary的X（前Twitter）

| 官衔               | 官衔                        | 官衔                 |
| ------------------ | --------------------------- | -------------------- |
| 前任者： 傑伊·卡尼 | 白宮新聞秘書 2014年－2017年 | 繼任者： 肖恩·斯派塞 |